# Знатков, Владимир Михайлович
Влади́мир Миха́йлович Знатко́в (род. 24 августа 1959, Новосибирск, РСФСР, СССР) — муниципальный служащий, исполнявший обязанности мэра Новосибирска с 10 января по 22 апреля 2014 года. С 3 октября 2014 года — первый заместитель председателя правительства Новосибирской области.

## Биография
Родился 24 августа 1959 года в Новосибирске.
В 1978 году закончил Новосибирский монтажный техникум.
С 1978 по 1980 год служил в армии.
С 1981 года работал в Жилищно-коммунальном управлении Новосибирского авиационного завода имени Валерия Чкалова. Начал трудовой путь инженером и профессионально вырос до главного инженера.
С 1995 по 1999 год работал заместителем директора департамента коммунального хозяйства ГУП «НАПО имени В. П. Чкалова».
В 1999 году заочно окончил Новосибирскую государственную академию водного транспорта по специальности «Гидротехническое строительство» с квалификацией инженер-гидротехник.
В 1999 году возглавил муниципальное учреждение «Управление жилищного хозяйства № 2 администрации Дзержинского района».
С 2001 года работал начальником комитета жилищно-коммунального хозяйства мэрии города Новосибирска.
С 2004 года занимал должность заместителя начальника департамента энергетики, жилищного и коммунального хозяйства города — председателя комитета жилищно-коммунального хозяйства мэрии.
В 2005 году возглавил администрацию Октябрьского района Новосибирска.
В 2008 году был назначен начальником департамента энергетики, жилищного и коммунального хозяйства города Новосибирска, затем — заместителем мэра — начальником департамента энергетики, жилищного и коммунального хозяйства города.
С 2010 года работал первым заместителем мэра Новосибирска. В этой должности он первоначально курировал экономический блок мэрии, затем возглавил блок по управлению городским хозяйством. В качестве первого заместителя мэра координировал деятельность департамента транспорта и дорожно-благоустроительного комплекса мэрии, департамента энергетики и жилищно-коммунального хозяйства города, департамента по чрезвычайным ситуациям и мобилизационной работе мэрии, управления по жилищным вопросам мэрии. Также Владимир Знатков осуществлял оперативное управление муниципальным казенным предприятием Новосибирска «Дирекция строительства транспортных сооружений», муниципальным унитарным предприятием «Комитет мэрии Новосибирска по вопросам обеспечения городского хозяйства материально-техническими ресурсами Новосибгорресурс».
С 10 января 2014 года Владимир Михайлович Знатков временно исполнял полномочия мэра Новосибирска. Баллотировался на должность мэра Новосибирска, однако 21 марта 2014 года был снят с предвыборной гонки по решению суда с формулировкой «за использование служебного положения». 27 марта Новосибирский областной суд отменил решение о его снятии с выборов. По итогам выборов мэра, состоявшихся 6 апреля, Знатков уступил коммунисту Анатолию Локтю и занял второе место с 39,57 % голосов.
3 октября 2014 года назначен на должность первого заместителя председателя правительства Новосибирской области.
Женат, есть сын и двое внуков.

## Оценки деятельности
Губернатор Новосибирской области Владимир Городецкий характеризовал Владимира Знаткова как человека, «прошедшего богатейшую управленческую школу ЖКХ на самых разных этапах». С другой стороны, критики неоднократно указывали на низкую узнаваемость Знаткова по итогам работы вице-мэром, в начале предвыборной гонки за кресло мэра Новосибирска она составляла всего 16,5 %. Решение о его назначении исполняющим обязанности мэра на время избирательной кампании политологи связывали именно с необходимостью увеличить показатель узнаваемости. Однако суд счёл этот факт нарушением и снял Знаткова с выборов (это решение было отменено судом высшей инстанции):
|                                                          | «Не уходя в отпуск, в ежедневном режиме появляясь на всех телеэкранах, проводя еженедельные встречи с журналистами, постоянно присутствуя в сюжетах, которые не связаны напрямую с исполнением муниципальных функций, конечно, на наш взгляд, он использовал это в целях, способствующих его избранию» |
| Юрист Вита Владимирова, автор иска об отмене регистрации | |

Также Знатков неоднократно подвергался критике за свою деятельность на посту вице-мэра, курировавшего транспортную сферу и ЖКХ Новосибирска. По опросам, ситуацию именно этих двух сферах жители региона считают наиболее неблагоприятной. 56 % жителей Новосибирска признали, что ситуация с ЖКХ за время работы Знаткова ухудшилась. А в апреле 2013 года аналитики компании «Яндекс» заключили, что Новосибирск занимает первое место в стране по уровню пробок.

## Награды
- Орден Почёта (23 апреля 2025 года) — за достигнутые трудовые успехи и многолетнюю добросовестную работу[16].
- Орден Дружбы (11 ноября 2019 года) — за достигнутые трудовые успехи, активную общественную деятельность и многолетнюю добросовестную работу[17].